# Коллинз, Джесс
Бёрджесс Франклин «Джесс» Коллинз (англ. Burgess Franklin «Jess» Collins; 6 августа 1923, Лонг-Бич, Калифорния, США — 2 января 2004, Сан-Франциско, США) — американский художник.

## Биография
Джесс Коллинз родился 6 августа 1923 года в Лонг-Бич (штат Калифорния). Изучал химию в Калифорнийском технологическом институте, после призыва на военную службу работал на производстве плутония для проекта «Манхэттен». После увольнения в 1946 году Коллинз работал на проекте атомной энергетикии «Хэнфорд» в Ричленде (штат Вашингтон) и рисовал в свободное время. В возрасте 25 лет у него было «видение» ядерного уничтожения в 1975 году. Тревога по поводу угрозы атомного оружия привела к тому, что он отказался от научной карьеры и сосредоточился на искусстве.
В 1949 году Коллинз поступил в Калифорнийскую школу искусств (ныне — Художественный институт Сан-Франциско). После разрыва со своей семьей он начал называть себя просто «Джесс». В 1951 году он встретил поэта Роберта Дункана, их отношения продолжались до смерти Дункана в 1988 году. В 1952 году в Сан-Франциско Коллинз с Дунканом и живописцем Гарри Якобусом (Harry Jacobus) открыли галерею King Ubu, которая стала важным пространством альтернативного искусства и осталось таковым, когда поэт Джек Спайсер открыл галерею под новым названием — Six Gallery. Джесс прожил жизнь с Дунканом в ветхом викторианском доме в Сан-Франциско, окруженный аккуратно организованной картотекой вырезок из журналов, старыми книгами и другими печатными материалами, которые служили источниками для его работы.
Умер 2 января 2004 года в Сан-Франциско в возрасте 80 лет.

## Творчество
В начале 1950-х Дункан купил книгу сюрреалистических коллажей Макса Эрнста «Une semaine de bonté». Коллажи и ассамбляжи Эрнста оказали влияние на Джесса, который в дальнейшей работе начал использовать образы с викторианских гравюр. Многие картины и коллажи Коллинза посвящены химии, алхимии, оккультизму и мужской красоте, включая серию, названную Translations (1959—1976), которая написана с большим напластованием краски и стилей. Коллинз также создавал сложные коллажи, используя старые книги и комиксы. В 1970-х Джесс начал новую серию коллажей с использованием головоломок. Ностальгия и использование образов недавнего прошлого затрагивала все аспекты искусства Джесса, которое заключалось для него в трансформации. Последняя работа Коллинза, Narkissos — сложный рисунок, который находится в Музее современного искусства Сан-Франциско. Джесс также создавал сюрреалистические ассамбляжи, как, например, St Nick (1962), в котором фигурка святого Николая держит странный объект, напоминающий облако или мозг. Ретроспектива Коллинза (Jess: A Grand Collage, 1951—1993) прошла в США в 1993—1994, сопровождалась изданием книги с таким же названием.

## Персональные выставки
| - 2008 Джесс: To and From the Printed Page, The Douglas F. Cooley Memorial Art Gallery, Портленд - 2008 Джесс: To and From the Printed Page, Harry Ransom Center, Остин, Техас - 2008 Джесс, Gallery Paule Anglim, Сан-Франциско - 2007 Джесс: To and From the Printed Page, Pasadena Museum of California Art, Пасадена - 2007 Джесс: To and From the Printed Page, Madison Museum of Contemporary Art, Мадисон - 2007 Джесс: To and From the Printed Page, San Jose Museum of Art, Сан-Хосе - 2005 Джесс, Gallery Paule Anglim, Сан-Франциско - 1993 Джесс, A Grand Collage, 1951—1993, Albright Knox Gallery, Буффало - 1990 Джесс: The Romantic Paintings, Palo Alto Cultural Center - 1990 Джесс: Emblems for Robert Duncan, San Jose Museum of Art | - 1990 Odyssia Gallery, New York, Нью-Йорк - 1990 John Berggruen Gallery, Сан-Франциско - 1987 Джесс: Translations, Salvages and Paste-Ups, Cleveland Museum of Art, Кливленд - 1984 Джесс: Paste-ups 1951—1966, Orange County Museum of Art, Ньюпорт Бич - 1983 Gallery Paule Anglim, Сан-Франциско - 1982 Odyssia Gallery, Нью-Йорк - 1981 The Arts Club Chicago, Чикаго - 1980 Джесс / MATRIX 37, Berkeley Art Museum and Pacific Film Archive BAM/PFA, Беркли - 1977 Dallas Museum of Fine Arts, Даллас - 1975 Galleria Odyssia, Рим - 1974 Projects: Translations by Jess, Музей современного искусства, Нью-Йорк |

## Публичные коллекции
- The Detroit Institute of Arts, Детройт
- Nora Eccles Harrison Museum of Art, Ист-Логан
- The Modern Art Museum of Fort Worth, Форт-Уэрт
- Weatherspoon Art Museum, Гринсборо
- Los Angeles County Museum of Art, Лос-Анджелес
- San Francisco Museum of Modern Art, Сан-Франциско
- Музей изобразительных искусств Сан-Франциско, Сан-Франциско
- Whitney Museum of American Art, Нью-Йорк
- Museum of Modern Art, Нью-Йорк
- Metropolitan Museum of Art, Нью-Йорк
- University Art Museum, Беркли
- Hirshhorn Museum and Sculpture Garden (недоступная ссылка), Smithsonian Institution, Вашингтон
- The Art Institute of Chicago, Чикаго
- Museum of Contemporary Art, Чикаго
- Оклендский музей Калифорнии, Окленд
- Philadelphia Museum of Art, Филадельфия
- Dallas Museum of Art, Техас

## Дополнительные факты
- Фрагменты картины «Arkadia Last Resort» использовались для оформления вариантов изданий сингла «I Want More» британской электронной группы Faithless.